# Museo della ceramica di Montelupo
Il Museo della ceramica di Montelupo si trova a Montelupo Fiorentino. I materiali esposti sono frutto di campagne di scavo avvenute fra il 1975 e il 2007.

## Storia

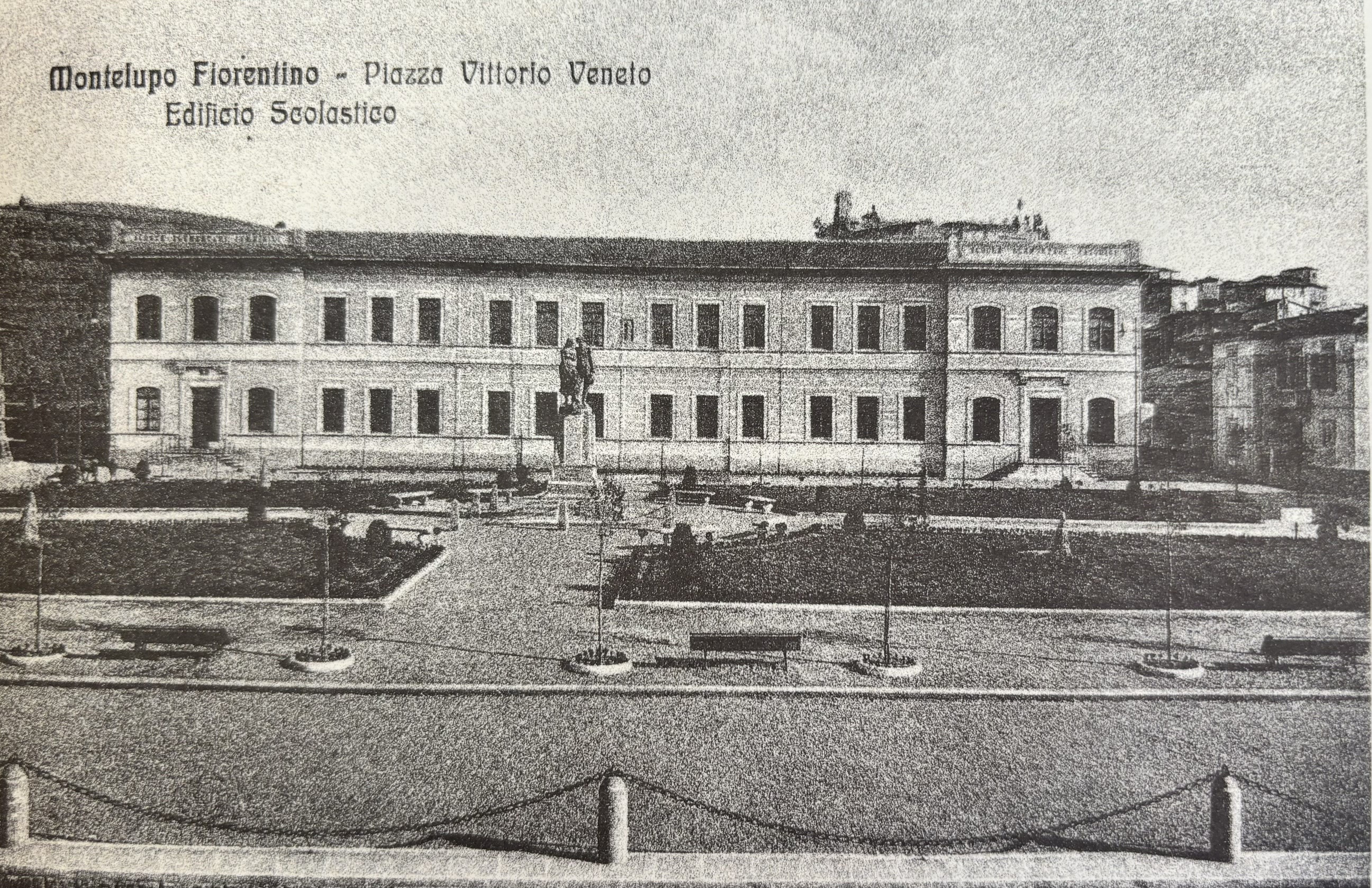
P.za Vittorio Veneto. Edificio scolastico, primi anni '30

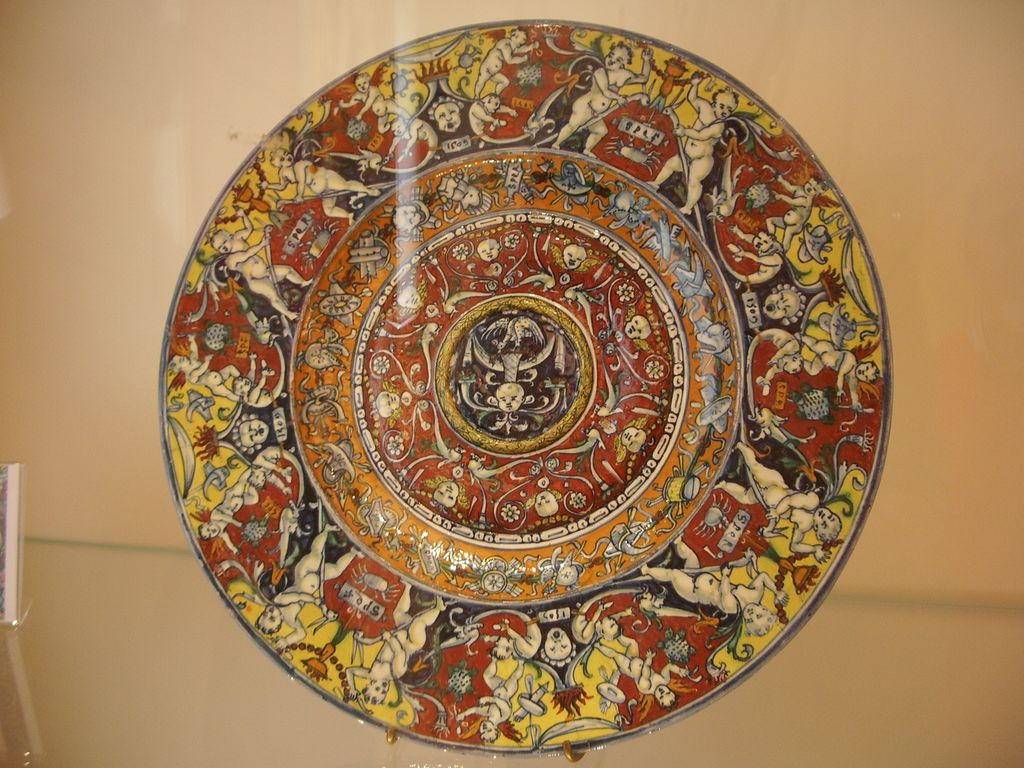
Il Rosso di Montelupo

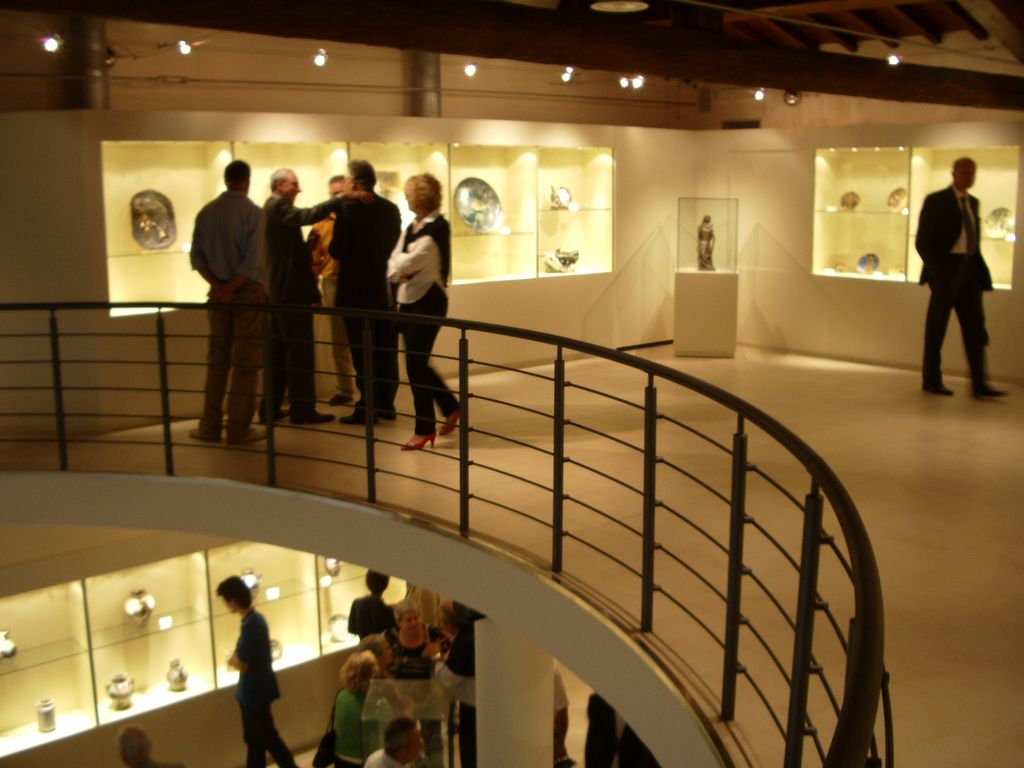
Interno

L'intenzione di istituire un museo della ceramica a Montelupo era già contenuta nel piano di ricostruzione postbellica del 1946 che prevedeva la realizzazione di un apposito edificio, ma poté concretizzarsi solo dopo il 1973, quando casualmente, durante lavori di ripavimentazione nella zona alta e antica della città, venne alla luce un vecchio ed abbandonato pozzo idrico, conosciuto come pozzo dei lavatoi, profondo circa 27 metri e largo 2,50. Probabilmente a partire dal XIII secolo, in seguito alla cessazione della sua specifica utilizzazione, venne impiegato come discarica degli scarti prodotti dalle fornaci situate all'interno della cerchia delle mura.
Gli scavi, iniziati nel 1975 ad opera dei volontari del Gruppo Archeologico di Montelupo, produssero una grande quantità di frammenti ceramici, attualmente visibili all'interno del museo.
La stratigrafia del pozzo risultò utilissima per la ricostruzione della storia produttiva di Montelupo. Venne subito coinvolta la Soprintendenza Archeologica della Toscana che condusse campagne di scavo nel biennio 1975-76, cui fece seguito una paziente attività di restauro sui materiali rinvenuti. Furono catalogati circa 300 esemplari ceramici riconducibili al primo quarto del 1500. Questi formarono il primo nucleo della mostra dal titolo "La maiolica di Montelupo. Scavo di uno scarico di fornace", allestita nell'estate del 1977, nei locali dell'allora scuola elementare Enrico Corradini, divenuta nel 2008 sede attuale del museo. L'esposizione venne replicata a Firenze a Palazzo Davanzati e nel 1978 di nuovo a Montelupo all'ex convento della Chiesa dei Santi Quirico, Lucia e Pietro d'Alcantara nel parco dell'l'Ambrogiana.

### Sedi
Nel 1983 il comune decise di destinare a museo lo stesso palazzo comunale, l'antico Palazzo del Podestà, e di trasferire i propri uffici in altro edificio appositamente costruito.
Nel luglio 1983 venne inaugurato il primo istituto museale denominato "Museo della ceramica e del territorio", articolato su quattro sale; collezione un po' lacunosa ma che veniva costantemente arricchita da nuovi scavi. Nel 1985 venne aggiunta la sezione archeologica. Il complesso museale nel 1989 venne nuovamente rinominato e divenne Museo archeologico e della ceramica di Montelupo. Continui incrementi della documentazione esposta imposero la scissione delle due sezioni per consentire ad entrambe uno sviluppo in autonomia in spazi adeguati: il museo archeologico venne trasferito nel recuperato ex complesso ecclesiastico dei Santi Quirico, Lucia e Pietro d'Alcantara nel maggio 2007; per il museo della ceramica venne ristrutturata l'ex scuola primaria Enrico Corradini, un grande edificio degli anni 1930. Il trasferimento avvenne il 24 maggio 2008.

## Percorso espositivo
Il museo ha una struttura su tre piani, 12 sale e due corridoi, per una superficie totale di 2.100 metri quadrati, 1500 dei quali destinati allo spazio espositivo.
Al piano terreno è presente una sala mostre dove si effettuano esposizioni temporanee, mentre al primo piano c'è una sala polifunzionale dotata di attrezzatura multimediale.
Le ceramiche visibili sono circa 1200 selezionate tra le 5500 che costituiscono il patrimonio, e sono databili tra la fine del XIII secolo fino a tutto il XVIII secolo.
Della collezione fanno parte anche ceramiche acquisite. La più importante tra queste, un tempo appartenuta alla collezione Rothschild di Parigi, è un bacile datato 1509 e firmato "Lo", la marca della bottega montelupina di Lorenzo di Piero Sartori. L'oggetto è decorato "a grottesche" su fondo blu, giallo e rosso. La prevalenza di un particolare pigmento rosso ne ha deciso la denominazione: 
"Rosso di Montelupo".

### Altre letture
- Galeazzo Cora, Attività di vasai a Montelupo e regione nella seconda metà del quattrocento, in Storia della maiolica di Firenze e del Contado, Sansoni editore, 1973,  p. 97.
- Galeazzo Cora e Angiolo Fanfani, Vasai di Montelupo, in Faenza, vol. 5-6, 1983,  pp. 401-408.
- Galeazzo Cora e Angiolo Fanfani, Vasai di Montelupo, in Faenza, vol. 1-2-3-4-5-6, 1984,  pp. 58-113 e 235-277 e 507-555.
- Galeazzo Cora e Angiolo Fanfani, Vasai di Montelupo, in Faenza, vol. 1-3-4-5, 1985,  pp. 129-171 e 350-391.